# Ontherus androgynus
Ontherus androgynus là một loài bọ cánh cứng trong họ Bọ hung (Scarabaeidae).